# Wera Wsewolodowna Baranowskaja

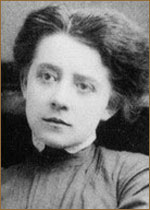
Wera Baranowskaja

Wera Wsewolodowna Baranowskaja (auch Vera Baranowskaja; russisch Вера Всеволодовна Барановская; * 7. April 1885 in Sankt Petersburg; † 7. Dezember 1935 in Paris) war eine russische Schauspielerin.

## Leben
Ihre Schauspielausbildung absolvierte sie am Moskauer Künstlertheater bei Stanislawski, wo sie von 1903 bis 1915 auftrat. 1916 hatte Wera Baranowskaja ihr Filmdebüt in einem Film von M. Bontsch-Tomaschewski. Von 1915 bis 1922 war sie an Theatern in Charkow, Kiew, Odessa, Tiflis und Kasan tätig. In der zweiten Hälfte der 1920er Jahre spielte sie ihre wichtigsten Rollen im Film. Ihre realistischen Darstellungen der Titelrolle in der Gorki-Verfilmung Die Mutter (1926) und einer Arbeiterfrau in Das Ende von Sankt Petersburg (1927) – beide Filme unter der Regie von Wsewolod Pudowkin – gehören zu den eindrucksvollsten Frauengestalten des frühen russischen Films.
1928 verließ Baranowskaja die Sowjetunion. Im tschechoslowakischen Sozialdrama So ist das Leben (1929) von Carl Junghans spielte sie die Hauptrolle einer Waschfrau. Unter ihren deutschen Filmen gelten Giftgas (1929, Regie: Michail Dubson) und Revolte im Erziehungshaus (1930, Regie: Georgi Asagarow) als ihre besten Leistungen. Ab 1932 arbeitete Baranowskaja in Frankreich.